# Bec-ouvert indien
Anastomus oscitans
Espèce
Statut de conservation UICN

 LC  : Préoccupation mineure
Le Bec-ouvert indien (Anastomus oscitans) ou anastome est une espèce d'oiseau aquatique appartenant à la famille des Ciconiidae.
C'est le ciconiidae le plus commun en Inde.

## Description
Le bec-ouvert des  Indes mesure près de 80 cm de long. 

Son plumage est blanc, blanc et noir pour les ailes. L'espace libre médian entre ses deux mandibules transforme son bec en une sorte de "casse-noix", instrument remarquable pour ouvrir les mollusques d'eau douce dont il se nourrit.

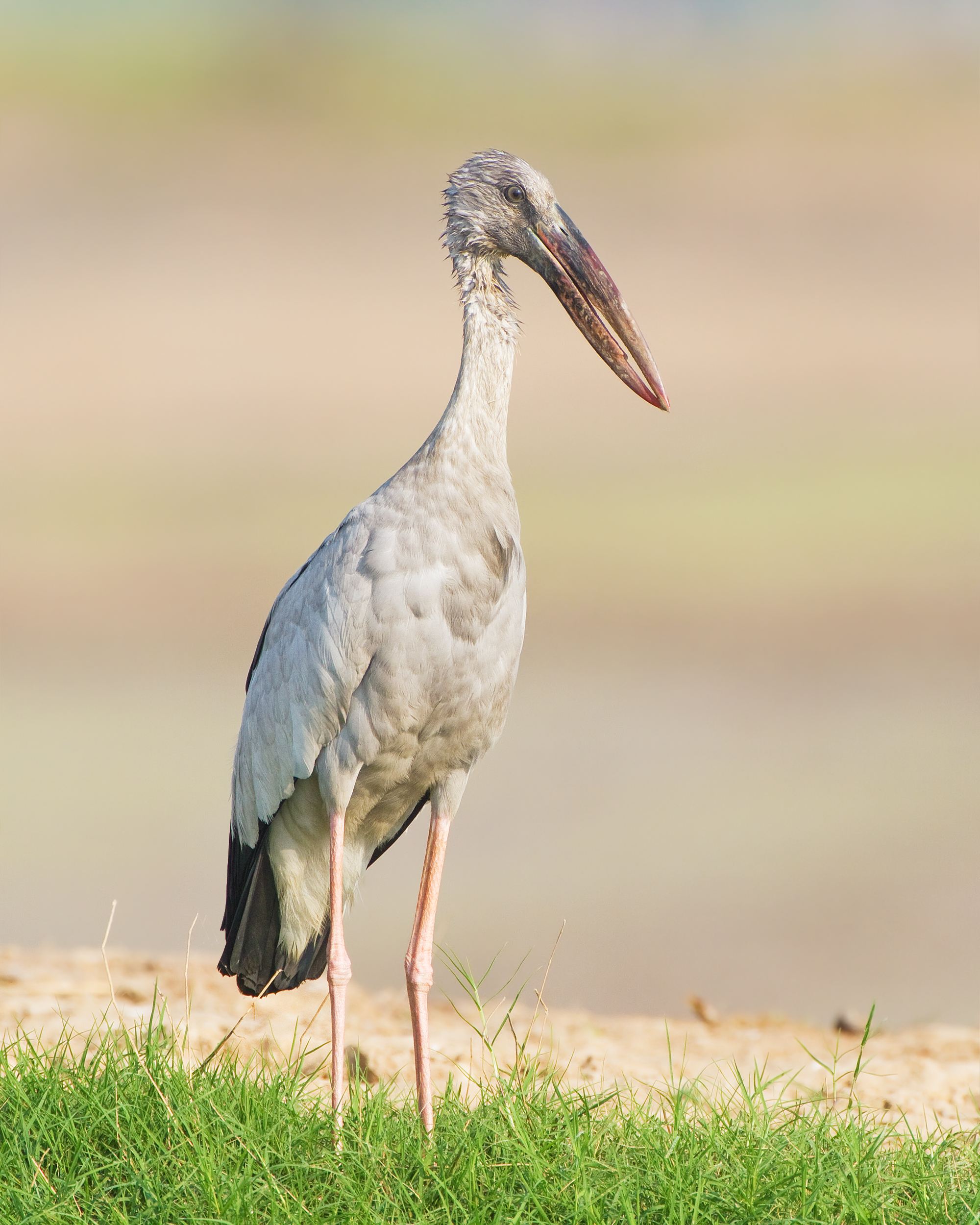
Bec-ouvert indien, Bueng Boraphet, Thaïlande

L'ornithologue indien Sálim Ali décrit en 1968 cet oiseau regagnant le sol après avoir plané un certain temps dans les courants d'air chauds en compagnie d'autres espèces : "La descente est spectaculaire ; le cou dressé, la tête haute, les ailes à moitié repliées, les pattes ballantes partiellement fléchies et écartées pour garder l'équilibre, parfois amenées vers l'arrière et l'avant comme lorsqu'il court, l'oiseau fond à pic à travers l'espace ; il vire, glisse sur l'aile et tournoie violemment. Il siffle dans les airs et, en l'espace de quelques brèves secondes, alors qu'il n'était qu'un simple point dans le ciel, il atterrit doucement sur le sommet d'un des arbres de la colonie après avoir freiné vigoureusement des ailes."

## Répartition
Cet oiseau vit en Inde et en Asie du Sud-Est continentale.

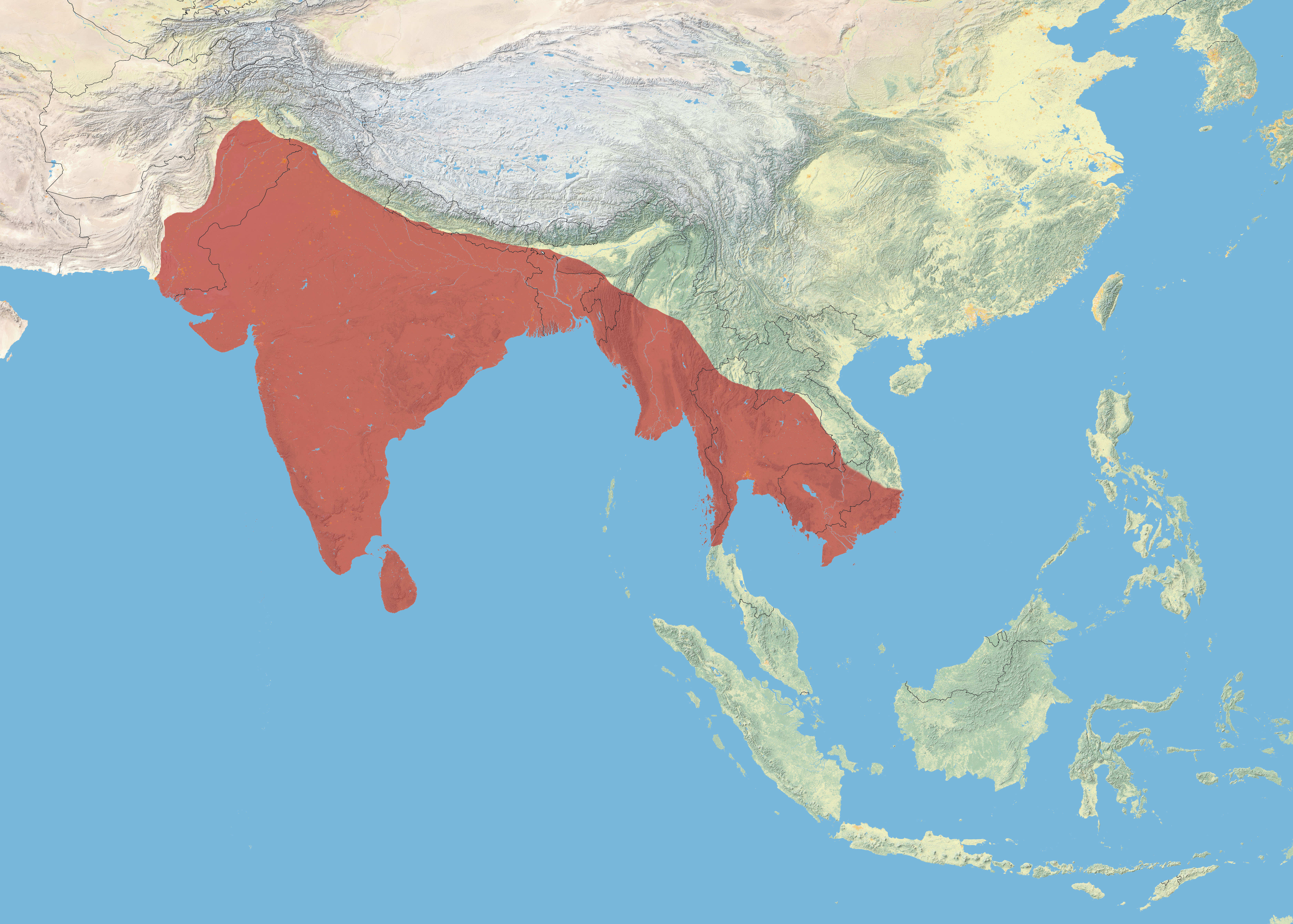
Aire de répartition du bec-ouvert indien

Il se trouve dans les marais, au bord des lacs et des cours d'eau.

## Comportement
Le bec-ouvert des Indes se déplace en couple, parfois en solitaire. Mais pendant la période de reproduction ces oiseaux se réunissent en groupe de plusieurs milliers d'oiseaux.

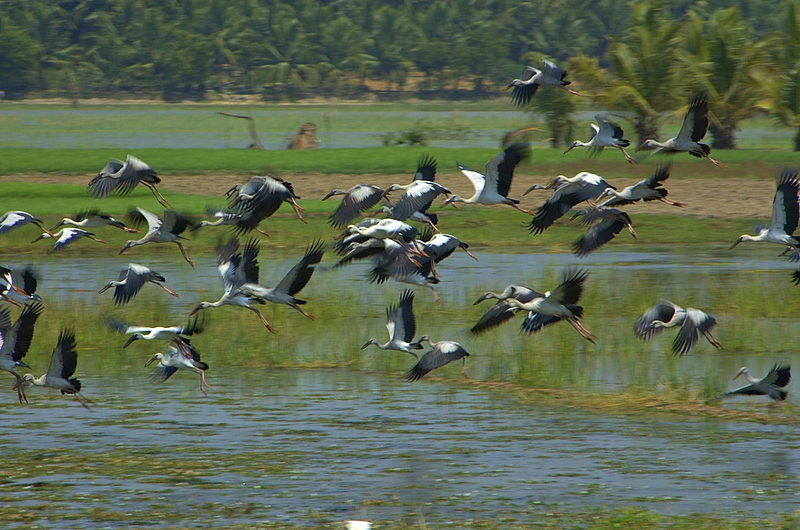
Vol de bec-ouvert indiens

## Alimentation
Le bec-ouvert indien attrape et se nourrit essentiellement de mollusques dont des escargots d'eau ampullariidae, mais aussi de crabes, de grenouilles, de gros insectes, de serpents aquatiques et de petits animaux des marécages.

## Reproduction

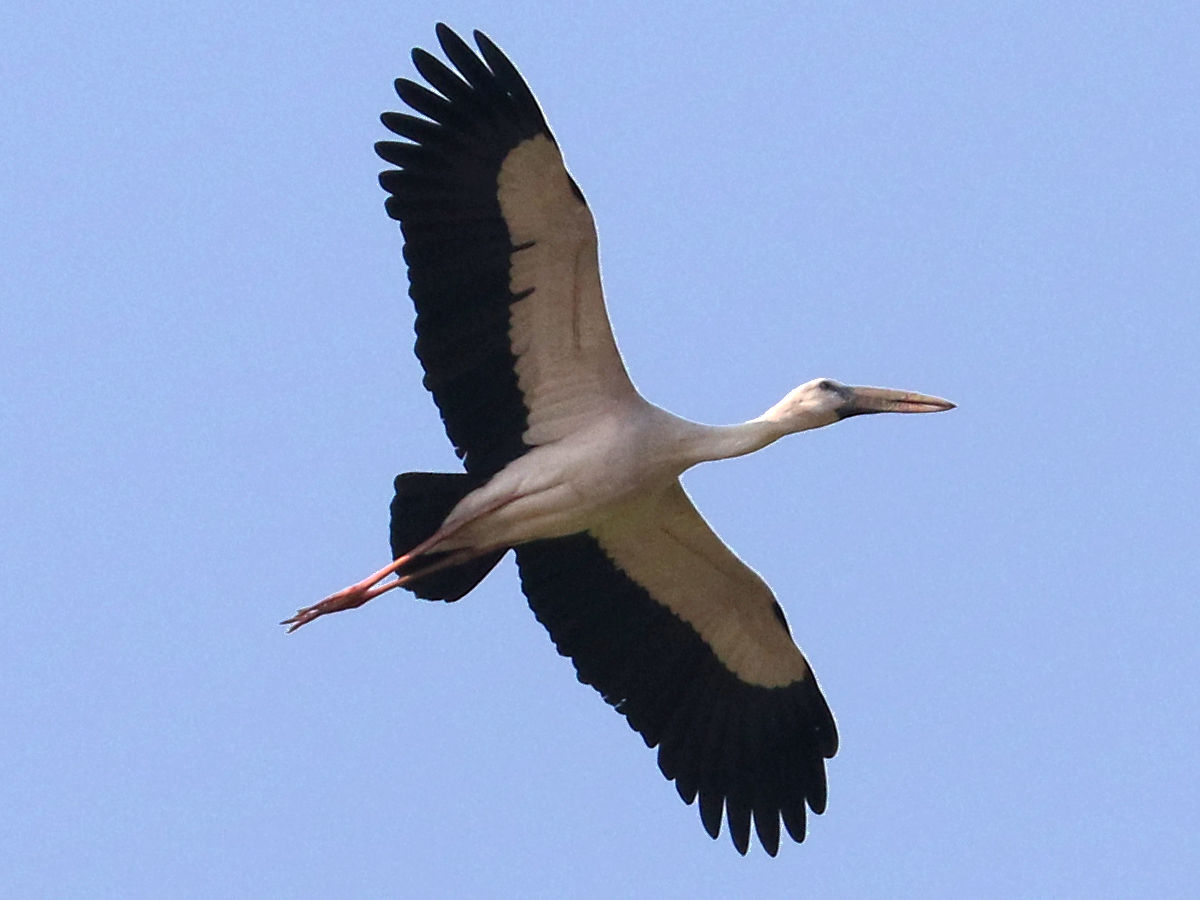
Bec-ouvert indien survolant Sukhothai, Thaïlande

La saison des amours est de juillet à septembre dans le nord de l'Inde, et de novembre à mars dans le sud de l'Inde et au Sri Lanka. Les oiseaux peuvent ne pas se reproduire durant les années de sécheresse. Les couples construisent leur grand nid avec des rameaux et des feuilles dans des arbres du genre acacia (Acacia à cachou et Acacia concinna ...), barringtonia ou prosopis et bien d'autres. Un arbre peut compter jusqu'à 30 nids. La femelle pond 2 à 4 œufs blanchâtres. Ces œufs sont couvés par les deux parents et ils éclosent au bout de 24  à 25 jours. Le couple nourrit les oisillons de mollusques, dont des escargots d'eau pila globosa.

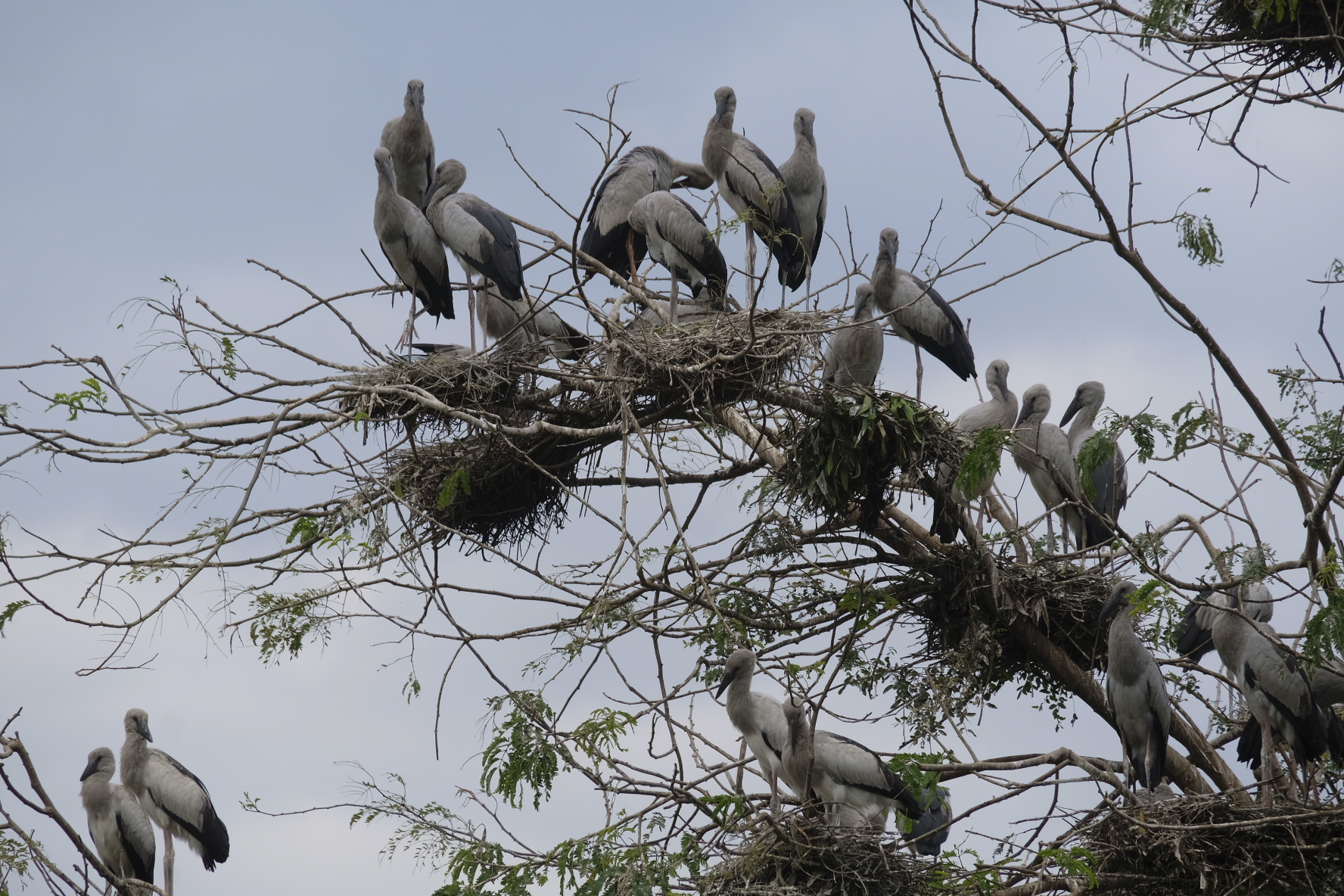
Nids dans un arbre
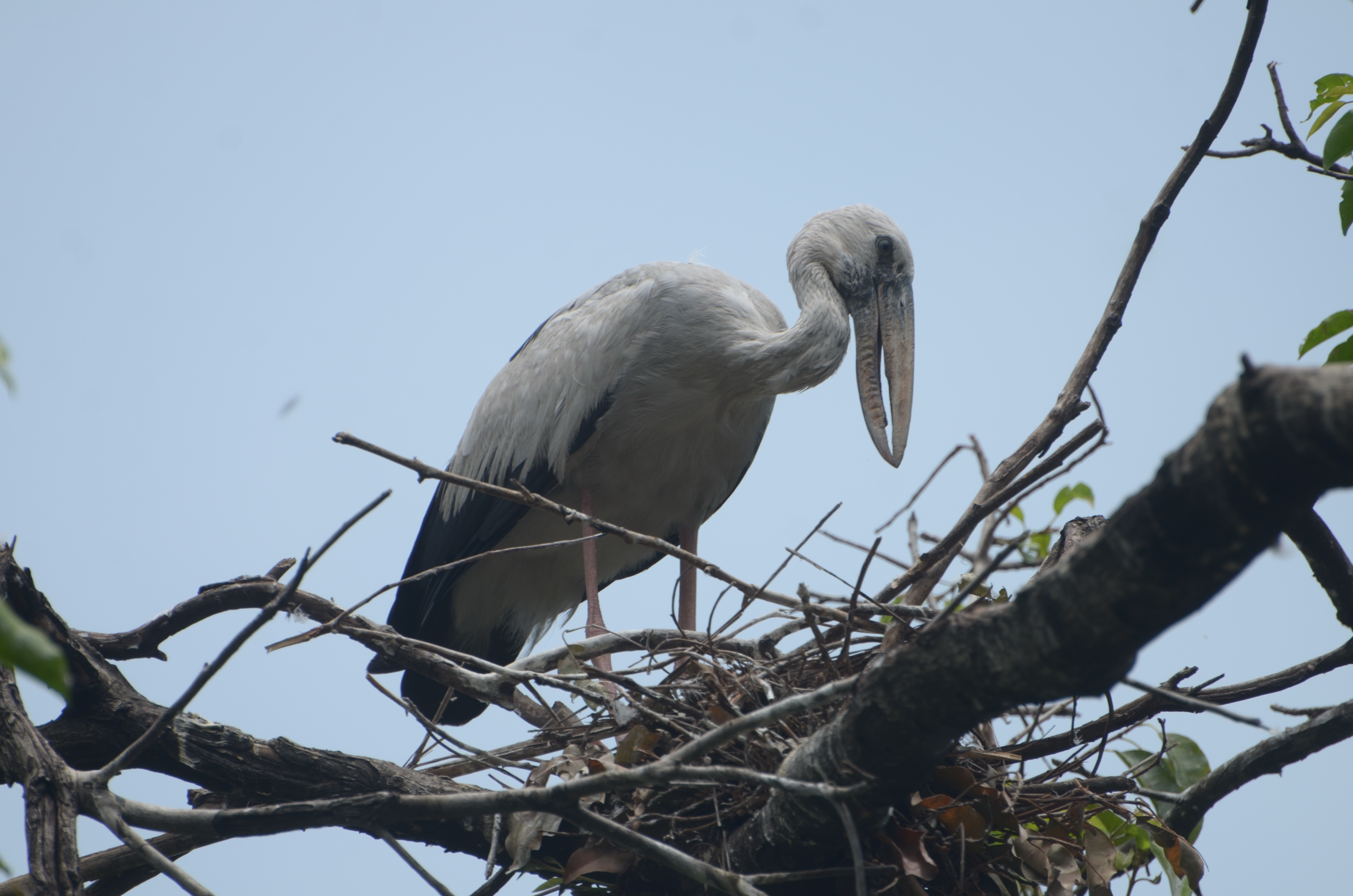
Construction d'un nid
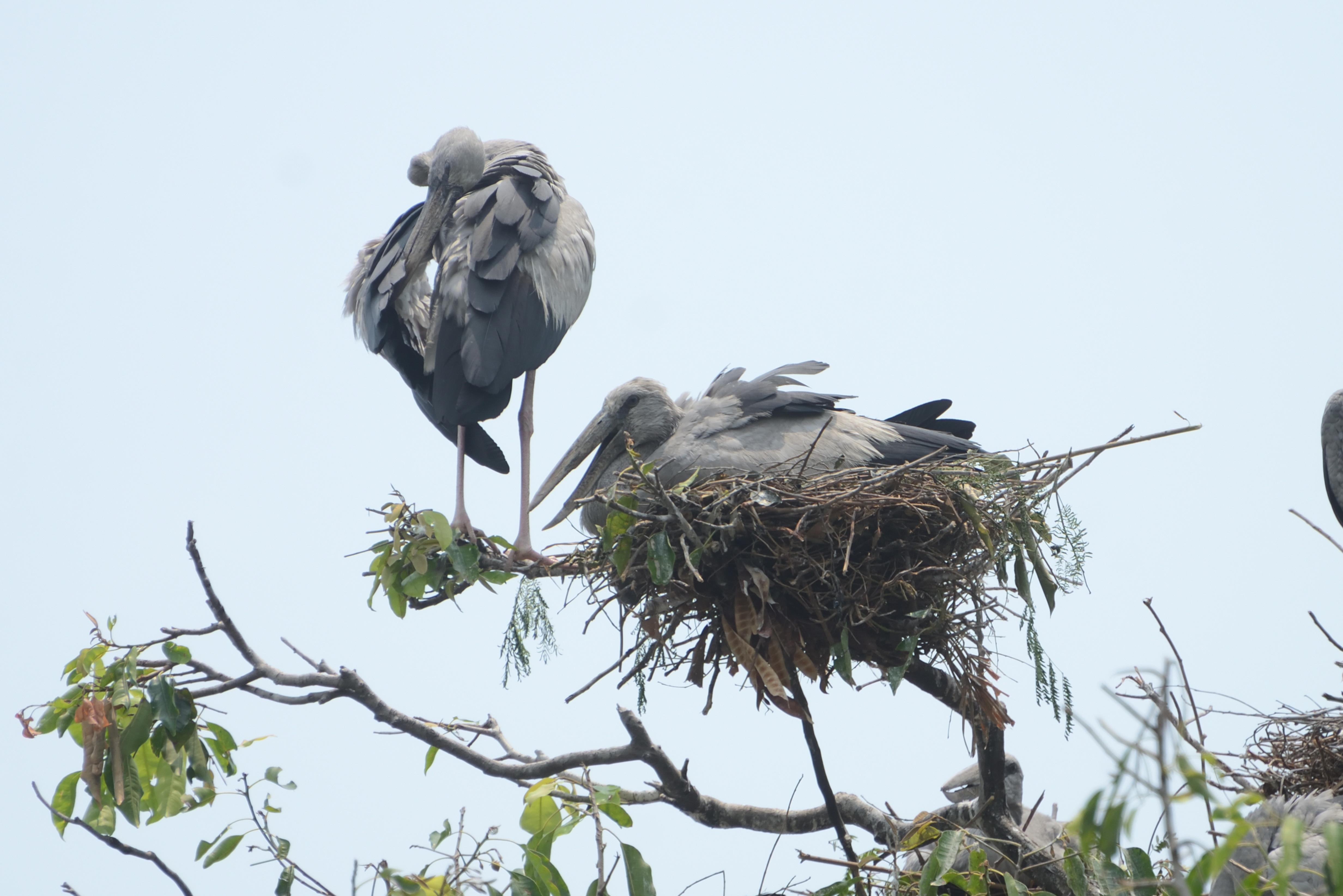
Couvée
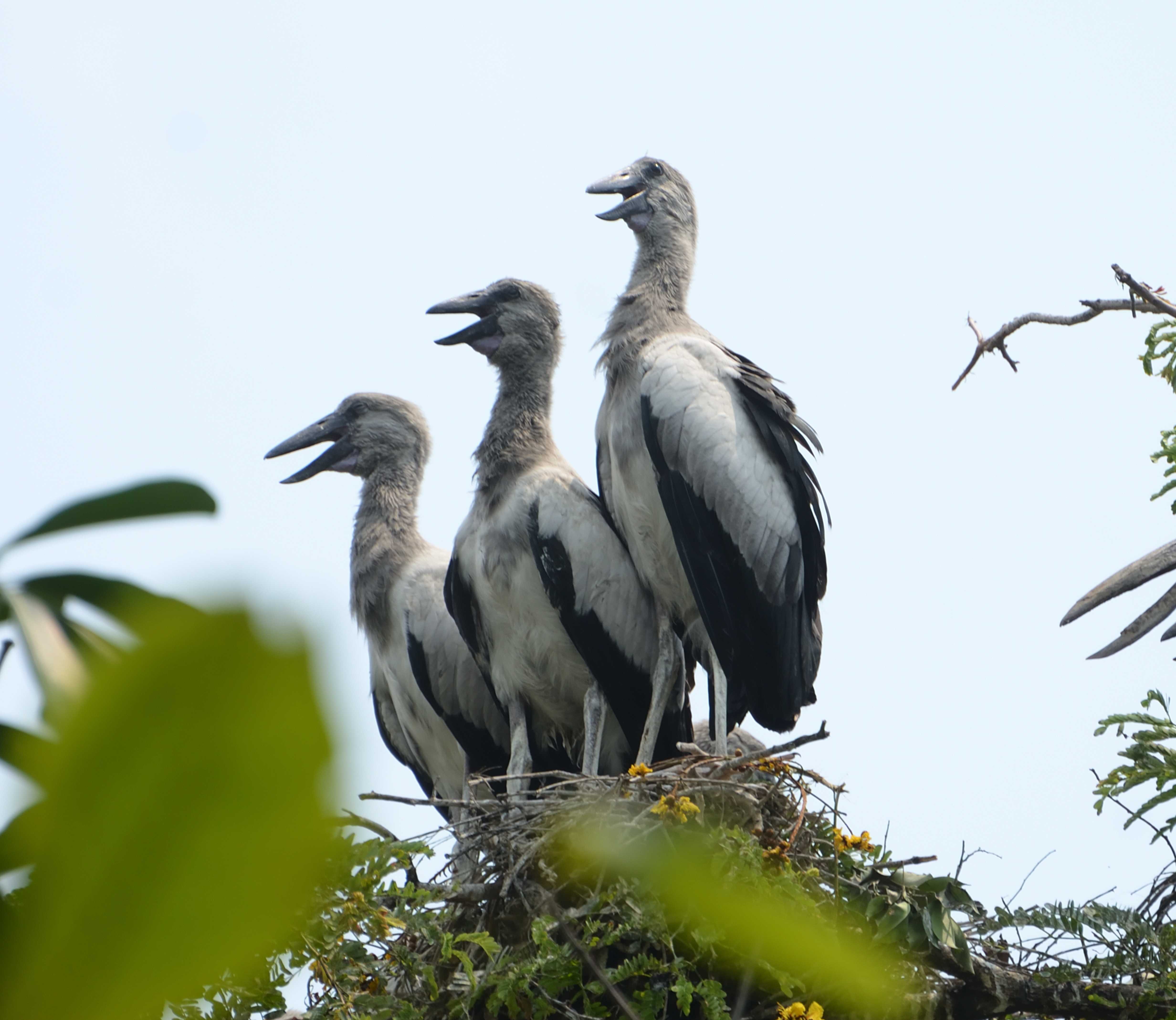
Trois oisillons